# 다카하시 나오야
다카하시 나오야(일본어: 髙橋 直也, 2001년 5월 28일~)는 일본의 축구 선수이다.

## 구단 경력
그는 2019년까지 J3리그의 감바 오사카 U-23에서 뛰었다. 2020년부터 2023년까지 간사이 대학에서 활동했다. 2023년 J1리그의 쇼난 벨마레에 입단했다.